# Průměrné náklady
V ekonomii se průměrné náklady nebo jednotkové náklady rovnají celkovým nákladům (TC) děleno počtem jednotek vyrobeného zboží (výstup Q):
{\displaystyle AC={\frac {TC}{Q}}}
Průměrné náklady mají silný dopad na to, jak se firmy rozhodnou ocenit své komodity. Prodej komodit určitého druhu firmami úzce souvisí s velikostí určitého trhu a tím, jak by se soupeři rozhodli jednat.